# Коммуны Румынии

Румынские коммуны
Румынские муниципии

Коммуны (рум. comună) являются, наряду с муниципиями, минимальными административно-территориальными единицами Румынии. Всего в Румынии 2686 коммун. Населенным пунктам с населением меньше 10 000 человек обычно предоставляется статус коммуны. Главой коммуны является примар (рум. primar). Неофициально коммуны подразделены на сёла.
В коммуне население может быть любого размера, но когда коммуна становится относительно урбанизированной и превышает отметку в 10 000 жителей, ей обычно присваивают статус города. Хотя города находятся на таком же уровне, как и коммуны, их местные органы власти структурированы таким образом, чтобы у них было больше власти. Некоторым городским и пригородным районам, у которых население менее 10 000 человек, так же было присвоен статус города.
Флорешть, в округе Клуж, является самой большой коммуной в Румынии с населением более 22 000 человек, в то время как Бистра, в округе Алба, является крупнейшей коммуной в Румынии по занимаемой площади в 138 км².